# Mauro Lessi
Mauro Lessi (Livorno, 16 gennaio 1935 – Livorno, 13 giugno 2017) è stato un allenatore di calcio e calciatore italiano, di ruolo difensore.
Per molti anni ha conservato il primato di presenze nel Livorno, con 369 partite giocate in campionato; questo fino al 2023, quando il suo record viene superato da Andrea Luci, anch'esso storica bandiera amaranto.
È uno degli inventori, insieme ad Armando Picchi, della cosiddetta gabbionata, una variante del calcio che si gioca a Livorno e dintorni sin dal 1953.

## Carriera

### Giocatore
Cresce calcisticamente nel Livorno dove milita in Serie C dal 1953 fino al 1960, con un'unica parentesi nella stagione 1955-1956, giocata in prestito al Pontedera.
Viene poi prelevato dal Torino in uno scambio con Fulvio Varglien. Disputa in granata una stagione di Serie A, nella quale disputa 3 incontri di campionato (esordio il 16 ottobre 1960 in occasione del pareggio esterno con l'Atalanta).
Nel 1961 torna di nuovo a Livorno, club che non lascerà più. Tre anni più tardi con gli amaranto vince la Serie C e poi milita per le successive cinque annate in Serie B, prima di concludere la propria carriera calcistica nel 1969.
In carriera ha totalizzato complessivamente 3 presenze in Serie A e 142 presenze in Serie B.

### Allenatore
Come allenatore ha guidato lo stesso Livorno per alcune partite durante la stagione 1974-1975.

## Palmarès
- Serie C: 1

Livorno: 1963-1964

## Filmografia
- Luca Falorni, Gabbiadimatti (Il Gabbione & Noi), con Marco e Paolo Bruciati, 2014.